# 5543 Sharaf
5543 Sharaf este un asteroid din centura principală de asteroizi.

## Descriere
5543 Sharaf este un asteroid din centura principală de asteroizi. A fost descoperit pe 3 octombrie 1978 la Observatorul de Astrofizică din Crimeea de Nikolai Cernîh. El prezintă o orbită caracterizată de o semiaxă mare de 2,26 ua, o excentricitate de 0,10 și o înclinație de 2,5° în raport cu ecliptica.